# Флаг муниципального округа Нижегородский
Флаг муниципального округа Нижегоро́дский в Юго-Восточном административном округе города Москвы Российской Федерации — опознавательно-правовой знак, служащий официальным символом муниципального образования.
Ныне действующий флаг был утверждён решением Совета депутатов муниципального округа Нижегородский от 31 октября 2018 года № 18/1
Первый флаг был утверждён 14 января 2002 года как флаг Нижегородского района города Москвы. 15 июня 2004 года данный флаг, с незначительным изменением пропорций фигур, был утверждён как флаг муниципального образования Нижегородское.

## Описание
Описание флага утверждённого распоряжением префекта Юго-Восточного административного округа в городе Москве от 14 января 2002 года № 22:

Флаг Нижегородского района представляет собой красное прямоугольное двустороннее полотнище с соотношением сторон как 2:3.
К верхнему краю полотнища примыкает горизонтальная жёлтая полоса, ширина которой составляет 1/9 ширины полотнища флага, с пятью молоткообразными выступами, ширина которых составляет 1/9 ширины, а длина — 1/9 длины полотнища флага.
В центре остальной части полотнища — изображение жёлтого кошеля-калиты с вышитой на нём красной великокняжеской короной, перетянутого белым шнуром и наполненного жёлтыми монетами.
Габаритные размеры изображения кошеля-калиты составляют 3/5 ширины и 19/34 длины полотнища флага.

Описание флага утверждённого решением муниципального Собрания внутригородского муниципального образования Нижегородское от 15 июня 2004 года № 4/5:

Флаг муниципального образования Нижегородское представляет собой двустороннее, прямоугольное полотнище с соотношением сторон 2:3.
В красном полотнище помещено изображение жёлтого кошеля-калиты с вышитой на нём красной княжеской шапкой, перетянутого белым шнуром и наполненного жёлтыми монетами. Габаритные размеры изображения составляют 1/2 длины и 9/16 ширины полотнища.
К верхнему краю полотнища примыкает жёлтая полоса, с пятью костылевидными выступами снизу. Общая ширина полосы составляет 9/40 ширины полотнища.

Описание флага утверждённого решением Совета депутатов муниципального округа Нижегородский от 31 октября 2018 года № 18/1:

Прямоугольное двухстороннее полотнище с отношением ширины к длине 2:3, воспроизводящее фигуры из герба муниципального округа Нижегородский, выполненные красным, белым и жёлтым цветом.

Геральдическое описание герба муниципального округа Нижегородский гласит: «В червлёном поле под золотой костыльно-зубчатой главой — полная золотых монет калита (кошель) того же металла с распущенным и развевающимся серебряным ремешком».

## Обоснование символики
Жёлтая калита (кошель) — гласный символ, соответствующий прозвищу великого князя Ивана I Даниловича Калиты — талантливого правителя, сумевшего в годы владычества Золотой Орды укрепить могущество и увеличить территорию Московского княжества. В честь Ивана Калиты назван ряд улиц, переулков и проездов в муниципальном округе Нижегородский.
Костыльно-зубчатая глава, напоминающая молотки, символизирует множество различных промышленных предприятий, расположенных на территории муниципального округа, в том числе заводы «Фрезер», «Станкоагрегат», «Клейтук», автоматических линий, Карачаровский механический завод, мясокомбинат, заводы ЖБИ и деревообрабатывающий комбинат.
Примененные во флаге цвета символизируют:
красный цвет — символ труда, мужества, жизнеутверждающей силы, красоты и праздника;
белый цвет (серебро) — символ чистоты, невинности, верности, надежности и доброты;
жёлтый цвет (золото) — символ высшей ценности, солнечной энергии, богатства, силы, устойчивости и процветания.